# Бабини деветини
„Бабини деветини“ е български идиоматичен израз, означаващ „празни приказки“.

## Етимология
Произлиза от представата, че бабите, по време на деветините от смъртта на някого, от уважение към мъртвия, за да не обсъждат клюки, приказват по случайни теми, свързани с починалия, като умишлено избягват темата за смъртта. Изразът не е свързан със смъртта, нито с помена за починалия, а се отнася до самия акт на приказване.